# Sárik Péter
Sárik Péter (Cegléd, 1972. május 6. –) Erkel Ferenc-díjas magyar dzsesszzongoraművész, zeneszerző, tanár.

## Életútja
A budapesti Liszt Ferenc Zeneművészeti Egyetemen diplomázott 1997-ben. Később klasszikus zenei tanulmányokat folytatott.
A jazz mellett szinte minden zenei irányzatban kipróbálta magát: játszott klasszikus-, könnyű-, latin- és világzenét is.
2007-ben alapította meg saját zenekarát a Sárik Péter Triót, mely 2013-ban, Fonay Tibor (bass) és Gálfi Attila (dob) csatlakozásával újraszerveződött. A Sárik Péter Trió  rövid időn belül az ország egyik vezető jazz-zenekara lett.
Zeneszerzőként is kiemelkedő nemzetközi sikereket mondhat magáénak: szerzeményei  dobogós helyezéseket értek el az USA és Nagy Britannia legjelentősebb dalszerző versenyein.
Munkássága rendkívül változatos és sokoldalú.
Írt dalokat kedvenc énekeseinek, melyekből egy albumot jelentetett meg (Idebent-odakint), 3 darabot komponált a Recirquel Újcirkuszi Társulat részére, zeneszerzője és zenei vezetője volt a FINA Vizes Világbajnokság  záróeseményének, elindította a Jazzkívánságműsor koncertsorozatot, ahol a közönség kérhetett műfaji megkötés nélkül dalokat, életre hívta a Jazz All Stars sorozatot, ahol addig egymással nem játszó zenészek alkottak új csapatokat egy-egy koncert erejéig és készített gyermekeknek szóló jazz-mesejátékot is (A világ összes kincse).
A Jazzy-rádión Napi jazz címmel önálló kedvcsináló jazz-műsora volt. Elindította a műfajt népszerűsítő "I love jazz" kampányt és létrehozta az “Amit tudni akartál a jazzről, de sosem merted megkérdezni” előadásokat
Emerton, Artisjus, Orszáczky-díja mellett háromszor kapta meg a Fonogram-díjat és még négyszer jelölték az elismerésre.
2016-ban "Az év zenésze" címmel jutalmazták munkásságát.
Cegléd Város Díszpolgára.

## Díjak, elismerések
- 2023 Erkel Ferenc-díj
- 2020 Fonogram-díj: Sárik Péter Trió X Bartók: Az év hazai jazzalbuma.
- 2018 Fonogram-díj jelölés: Sárik Péter Trió-Lucky dog: Az év hazai jazzalbuma.
- 2016 Az év zenésze: A Hangszeresek Országos Szövetségének kitüntetése.
- 2016 Fonogram-díj jelölés: Sárik Péter Trió, feat. Micheller Myrtill – Jazzkívánságműsor 2: Az év hazai jazzalbuma.
- 2015 Fonogram-díj: Berki Tamás-Sárik Péter-Minden délibáb: Az év hazai jazzalbuma
- 2014 Cegléd Város Díszpolgára
- 2014 Fonogram-díj: Sárik Péter Trió – Jazzkívánságműsor: Az év hazai jazzalbuma.
- 2014 Fonogram-díj jelölés: A világ összes kincse – jazzmesejáték: Az év gyermekalbuma
- 2014 Czigle-lánc: Cegléd város által adományozott kitüntetés.
- 2011 Orszácky-díj: A Magyar Zeneszerzők Egyesületének díja a könnyűzene legkiválóbb alkotóinak, évente egy – 40 év alatti – zeneszerzőnek vagy szövegírónak vagy szerzőpárosnak.
- 2011 Fonogram-díj jelölés: Fábián Juli & Sárik Péter duó – FeelHarmony: Az év hazai jazzalbuma.
- 2010 Artisjus-díj: ”A magyar zeneművek bemutatása és megismertetése érdekében végzett kimagasló tevékenységéért”.
- 2010 UK International Songwriting Contest. A “Dad” című szerzeménye második lett jazz kategóriában.
- 2009 International Songwriting Competition (USA) dalszerző verseny. A “The stroppy” című szerzeménye harmadik lett a közönségszavazat kategóriában kategóriáktól függetlenül.
- 2008 International Songwriting Competition (USA) dalszerző verseny. Az I’ll catch you című szerzeménye harmadik lett jazz kategóriában és a közönségszavazatok alapján is a harmadik helyezést szerezte meg kategóriáktól függetlenül.
- 2007 Jazzy rádió dalverseny: “Legjobb szólista”
- 2005 Bukaresti Nemzetközi Jazz Fesztivál: “Legjobb Külföldi Együttes”, a Jazzpression zenekarral.
- 2004 Emerton-díj: “Az év jazzegyüttese” a Jazzpression zenekar tagjaként.

## Fontosabb lemezek, munkák
- Sárik Péter Trió & Falusi Mariann: Jazzkívánságműsor magyarul (2018)
- Sárik Péter Trió X Bartók (2018)
- Sárik Péter Trió X Beethoven with strings (2018)
- Fina Vizes Világbajnokság Záróeseménye (zeneszerző, zenei vezető) (2017)
- Illényi Katica Évnyitó koncert (hangszerelő) (2017)
- Sárik Péter Trió: Lucky dog (2017)
- Sárik Péter Trió x Beethoven (2016)
- Luiza Zan: Heritage (2016)
- Idebent-odakint – szerzői lemez (2015)
- Sárik Péter Trió, feat: Micheller Myrtill: Jazzkívánságműsor 2 (2014)
- Berki Tamás-Sárik Péter duó: Minden délibáb (2014)
- Recirquel: Párizs éjjel (zeneszerző, zenei rendező) (2014)
- Recirquel: A meztelen bohóc (zeneszerző, zenei rendező) (2014)
- Recirquel: Cirkusz az éjszakában (zeneszerző, zenei rendező) (2013)
- Sárik Péter Trió: Jazzkívánságműsor (2012)
- A világ összes kincse: jazzmesejáték (2012)
- Fábián Juli & Sárik Péter duó: FeelHarmony  (2011)
- Sárik Péter Trió: Pieces (2010)
- Dávid Hodek Quartet: The first (2009)
- Berki Tamás: Bika jam (2009)
- Fábián Juli Jazz Riff: Honey & chili (2009)
- Sárik Péter Trió: Better tomorrow (2008)
- Jazzpression: Night driving (2006)
- Jazzpression: Few minutes dream (2004)
- Jávori Sound Machine: Szivárvány havasán (2003)
- Jazzpression: Ways (2003)

## Fontosabb koncertek
- 2020 Sárik Péter Trió X bartók – Get Closer Festival – MOMkult
- 2019 Illényi Katica és a Sárik Péter Trió – Zsidó Kulturális fesztivál Budapest
- 2018 Sárik Péter Trió Jazzkívánságműsor magyarul, lemezbemutató koncert – MOMkult
- 2018 Sárik Péter Trió X Bartók, lemezbemutató koncert – Zeneakadémia Nagyterem
- 2018 Illényi Katica Jubileumi koncert a Sárik Péter Trió közreműködésével
- 2017 Sárik Péter Trió 10. születésnapi koncert – MOMkult
- 2017 Sárik Péter Trió: Lucky dog – lemezbemutató koncert – Budapest Music Center
- 2017 Illényi Katica Évnyitó Koncert a Sárik Péter Trió közreműködésével – Kongresszusi központ
- 2016 Sárik Péter Trió x Beethoven, lemezbemutató koncert – Zeneakadémia Nagyterem
- 2016 Jótékonysági koncert az autizmussal élőkért – Sárik Péter és vendégei – Zeneakadémia Nagyterem
- 2015 Idebent-odakint, lemezbemutató koncert – Várkert Bazár
- 2015 Sárik Péter Trió – Beethoven Budán Fesztivál – Várkert Bazár
- 2015 Luiza Zan & Hungarian All Stars – Bukarest Jazz Fesztivál
- 2014 Sárik Péter Trió, feat: Micheller Myrtill: Jazzkívánságműsor 2, lemezbemutató koncert – Müpa
- 2012 Sárik Péter Trió: Jazzkívánságműsor, lemezbemutató koncert – Müpa
- 2012 Fábián Juli-Sárik Péter duó – Pécs Kodály Központ
- 2012 Casey Benjamin, Sárik Péter, Corcoran Holt, Hodek Dávid – Müpa
- 2011 Sárik Péter-Makoto Kuriya duó – Steinway Kétzongorás Fesztivál London
- 2010 Sárik Péter Trió – London Jazz Fesztivál
- 2010 Sárik Péter Trió: Pieces, lemezbemutató koncert – Budapest Jazz Club
- 2009 Jótékonysági koncert a Pacidoki Alapítvány javára – Sárik Péter és vendégei – Kongresszusi Központ
- 2009 Falusi Mariann, Szirtes Edina Mókus, Sárik Péter – Extremely Hungary Fesztivál New York
- 2009 Fábián Juli Jazz Riff, lemezbemutató koncert – Müpa
- 2008 Sárik Péter Trió: Better tomorrow, lemezbemutató koncert – Millenáris
- 2004 Jazzpression – EU-csatlakozási ünnepség – London-Brit Külügyminisztérium
- 2003 Jazzpression – Zeneakadémia Nagyterem
- 1999 Gerendás Péter Zenekar – Kapcsolat koncert

## Zenekarok
- Sárik Péter Trió
- Sárik Péter Trió feat. Szőke Nikoletta
- Sárik Péter Trió feat. Falusi Mariann
- Sárik Péter Trió feat. Luiza Zan
- Sárik Péter Trió feat. Berki Tamás
- Berki Tamás – Sárik Péter
- Falusi Mariann – Sárik Péter
- Luiza Zan -Sárik Péter
- Fábián Juli – Sárik Péter
- Fábián Juli Jazz Riff
- Jazzpression